# Islinge (kommundel)

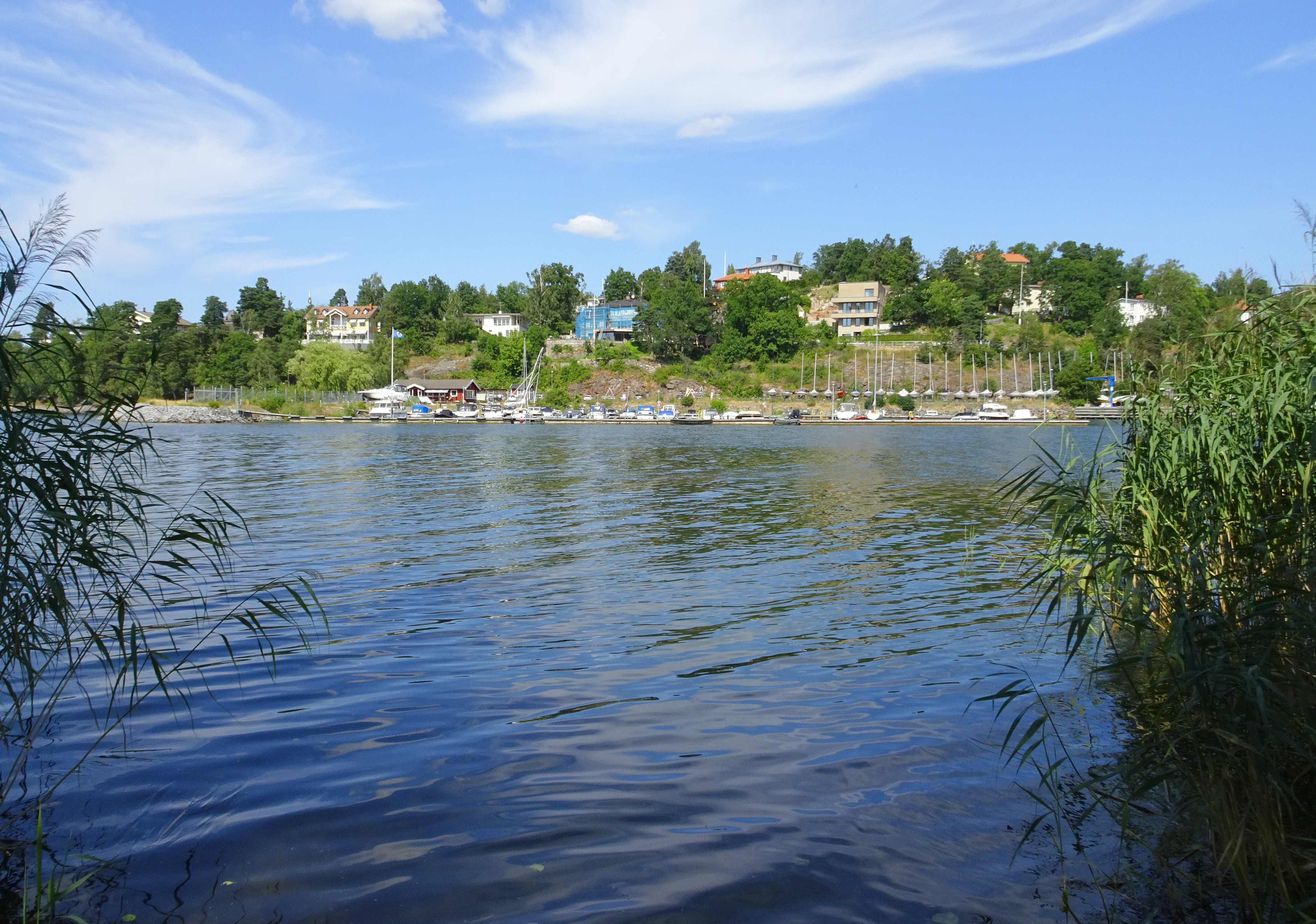
Islinges norra del, vy över Islingeviken, juli 2021.

Islinge är en stadsdel i nordvästra Lidingö kommun, Stockholms län. Islinges bebyggelse ligger längs med båda sidor av Norra Kungsvägen, till Kyttingevägen på norra sidan och till Lejonvägen på södra sidan. I väster gränser Islinge till Lilla Värtan och i norr till Tyktorpsvägen. Per den 31 december 2017 hade Islinge 924 invånare.

## Beskrivning
Kommundelen Islinge har sitt namn efter Islinge gård som omnämns i skrift redan år 1379. Av gårdsbebyggelsen som låg strax söder om Norra Kungsvägen, i kvarteret Gården existerar idag bara norra flygeln. Huvudbyggnaden revs någon gång på 1970-talet. En av gårdens mera kända ägare var bergsingenjören Carl Gustaf Dahlerus som förvärvade egendomen 1889. År 1905 bildade han Islinge villasamhälle och var samma år en av stiftarna av Lidingö Trafik AB. Islinge villastad kom att bli fröet till nuvarande kommundelen Islinge. Islinge villastad ingick inte i Per Olof Hallmans stadsplan över Lidingö från 1913 utan ägaren till Islinge gård valde att slumpvis stycka av tomter för uppföring av villor.
Islinges landskap är starkt kuperat. Högsta punkten ligger vid Snårstigens vändplats, 40 meter över havet, tidigare plats för en av Lidingös mindre vattentorn. Området norr om Norra Kungsvägen stadsplanerades 1932 med undantag för egendomen Constantia som fick sin stadsplan 1975. Stadsplanerna för delen söder om Norra Kungsvägen fastställdes 1969. 
Stadsplanerna förutsatte att området skulle nyttjas för bostadsändamål med fritt liggande hus i högst två våningar. Så blev Islinge en ren villastadsdel med småhus huvudsakligen högt belägen på de två kullar som omgärdar Islingeviken. I Islingevikens innersta del finns småbåtshamn, bensinstation för både bilar och båtar samt tennisbanor. Lite längre norrut, på gränsen till Sticklinge, ligger Lidingövarvet som flyttade hit 1919. På varvet byggdes bland annat finansmannen Ivar Kreugers motorbåt M/Y Svalan.
Villa Constantia vid nuvarande Hagkroken 9 är byggd kring sekelskiftet 1900 för sjökaptenen och kolgrosshandlaren H.A. Söderberg. Han döpte byggnaden Constantia efter sin hustru Constance. Constantiavägen i Islinge är uppkallad efter villan som sedan 2012 är residens för  Indonesiens ambassadör i Stockholm. Vid Norra Kungsvägen 39 i Islinge ligger Nordkoreas ambassad i Stockholm och Filippinernas ambassad i Stockholm har sin adress Grenstigen 2A.

## Islinge kartor och planer

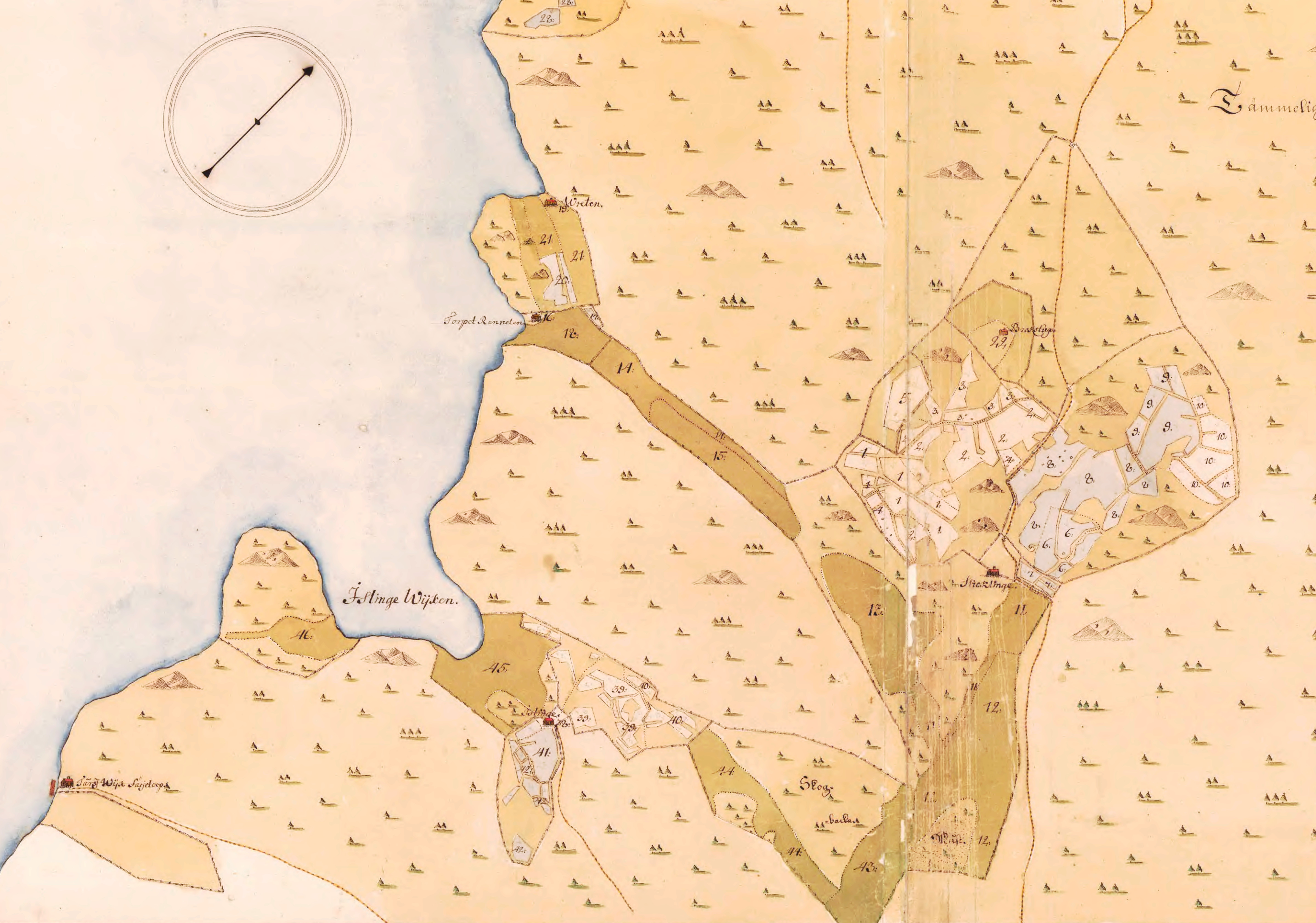
Sticklinge och Islinge, 1720.
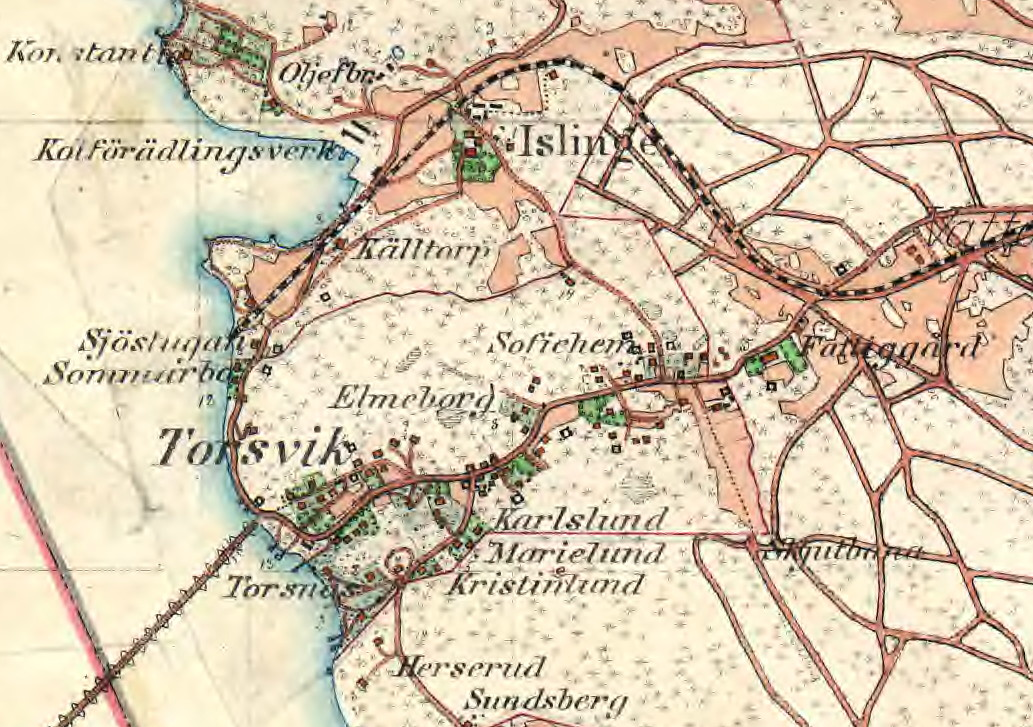
Torsvik och Islinge, 1905.
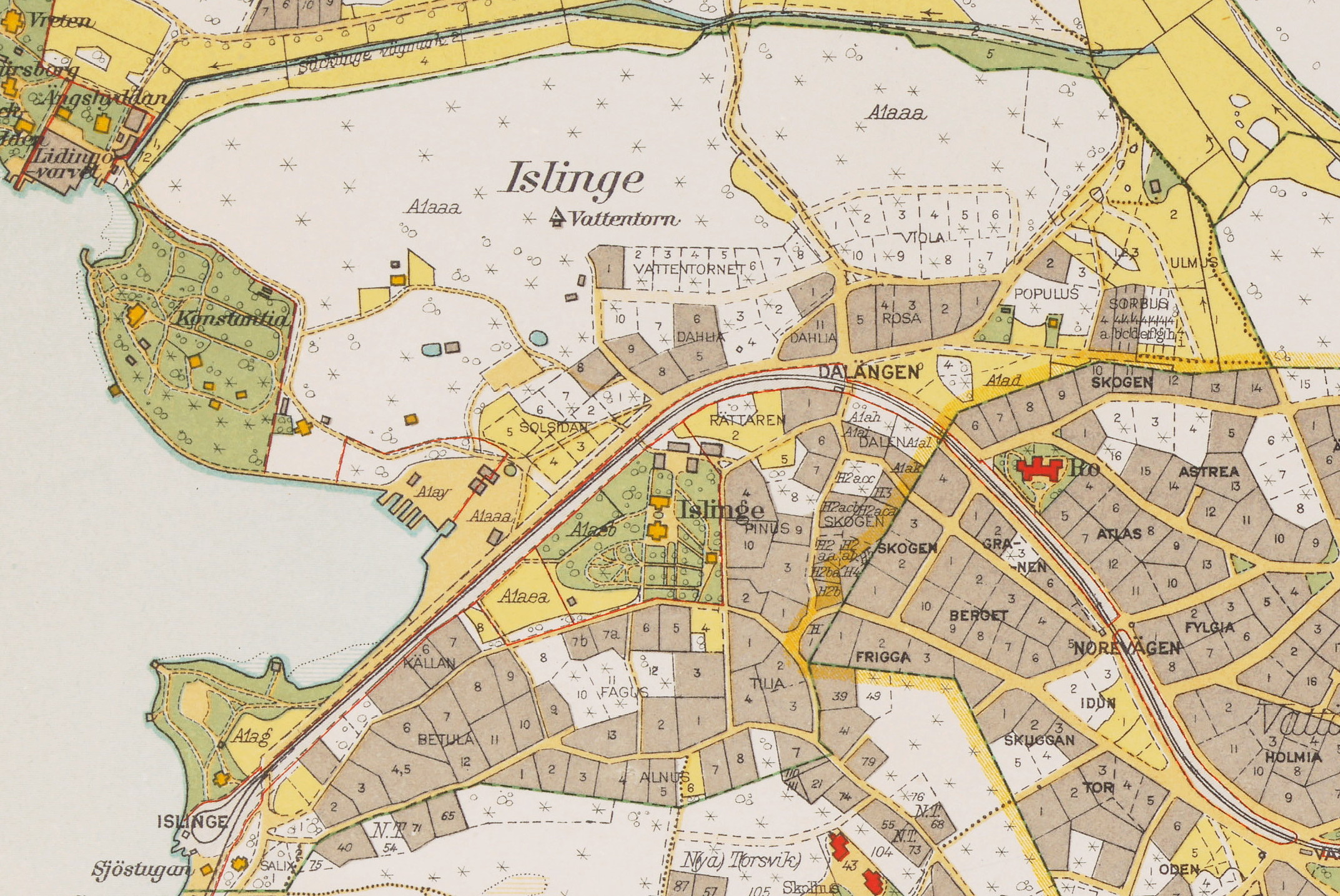
Islinge gård med omgivning, 1917.
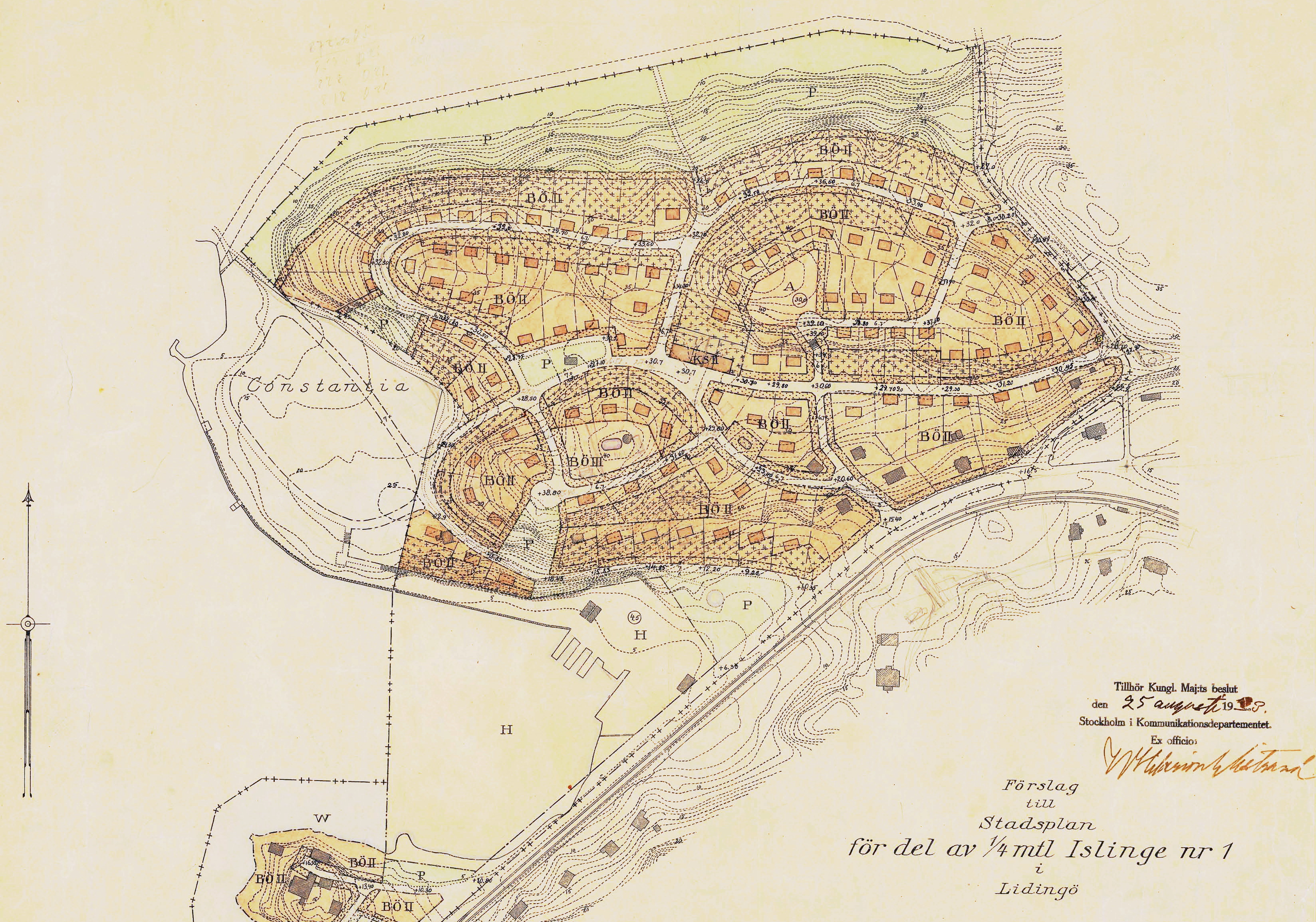
Stadsplan för norra Islinge, 1932.

## Hållplats
Till Islinge hör även den lilla halvön som begränsar Islingeviken mot söder. Här låg en hållplats på Norra Lidingöbanan som existerade mellan 1907 och 1971. Vid Lilla Värtan fanns då en vändslinga och ett färjeläge där spårvagnar kunde tas över Lilla Värtan till och från Stockholm innan Gamla Lidingöbron kom på plats 1925. Av vändslingan och färjeläget finns ingenting kvar längre.

## Bilder

Byggnader
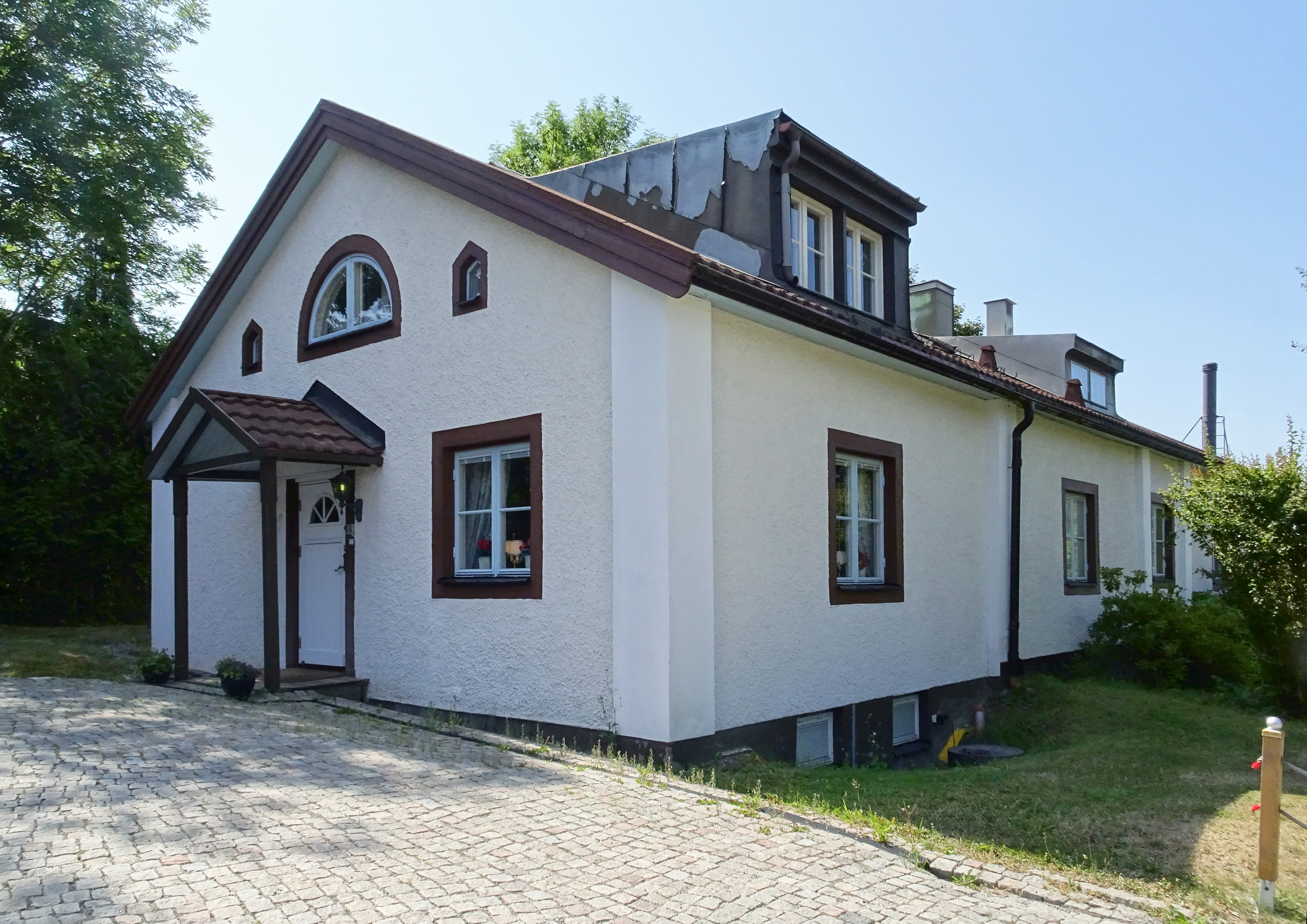
F.d. Islinge gårds norra flygel.
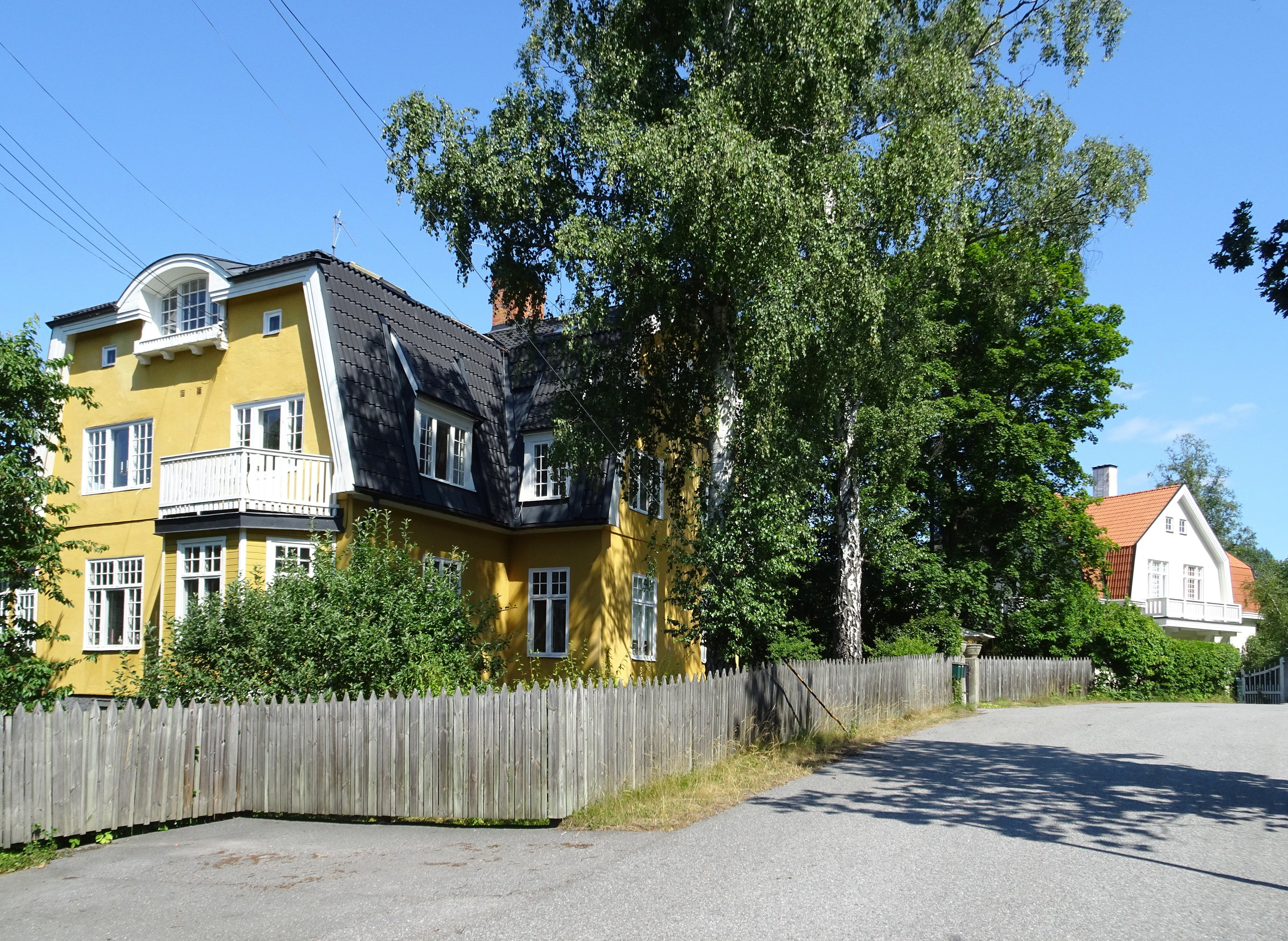
Isinge (södra delen), Bergsvägen.
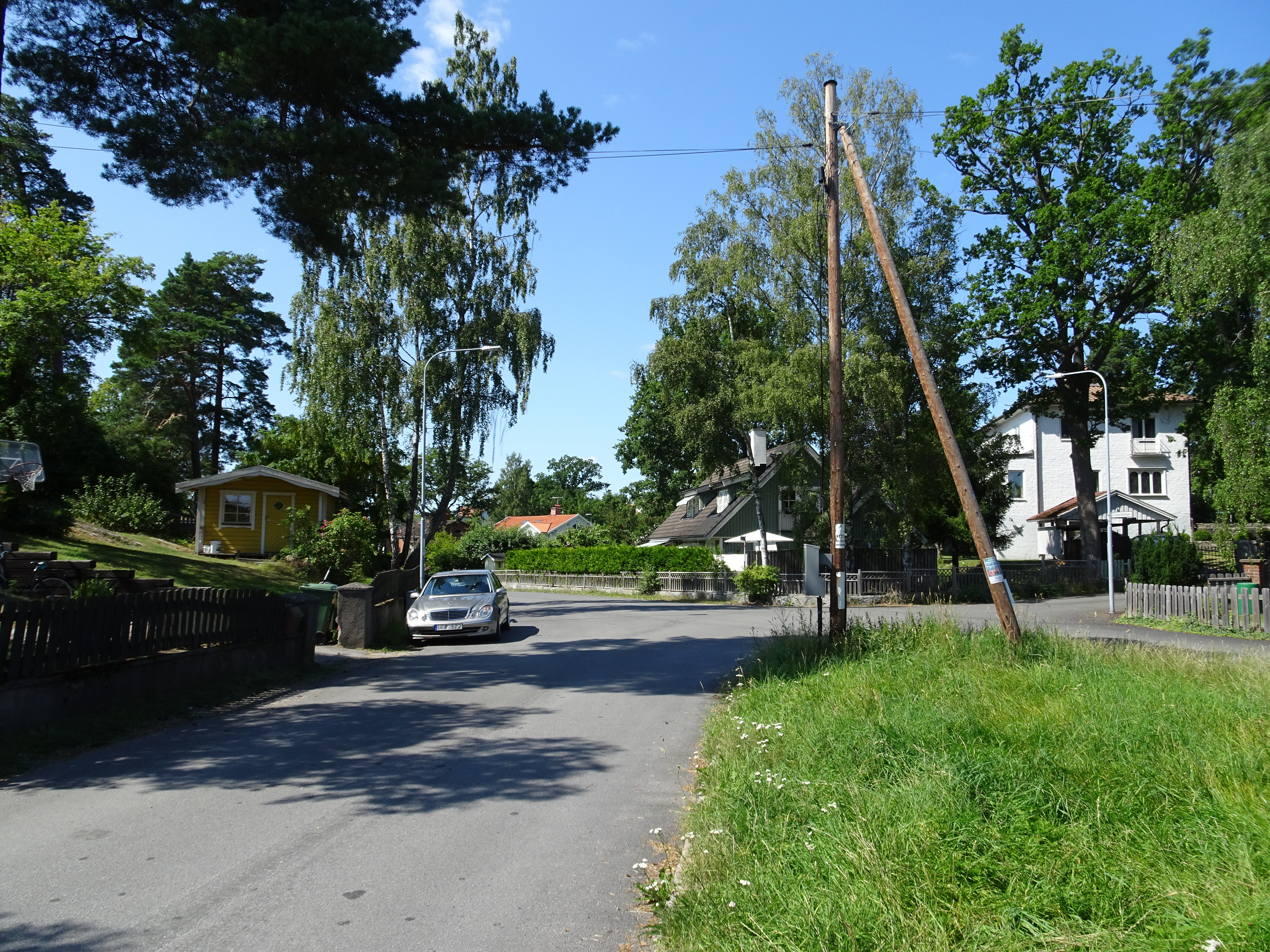
Islinge (norra delen), Höjdstigen / Constantiavägen.
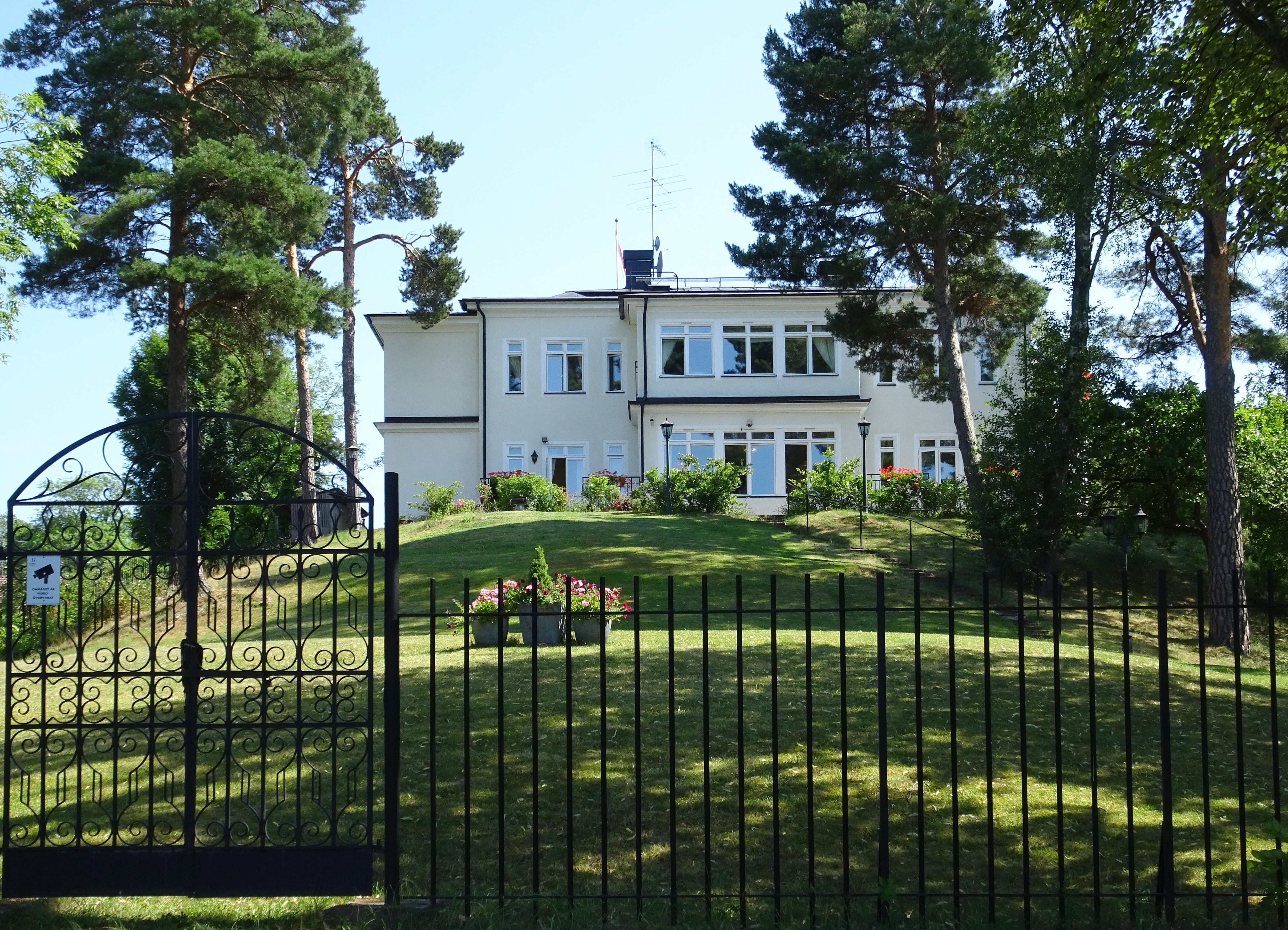
Islinge (norra delen), Villa Constantia, Hagkroken 8.
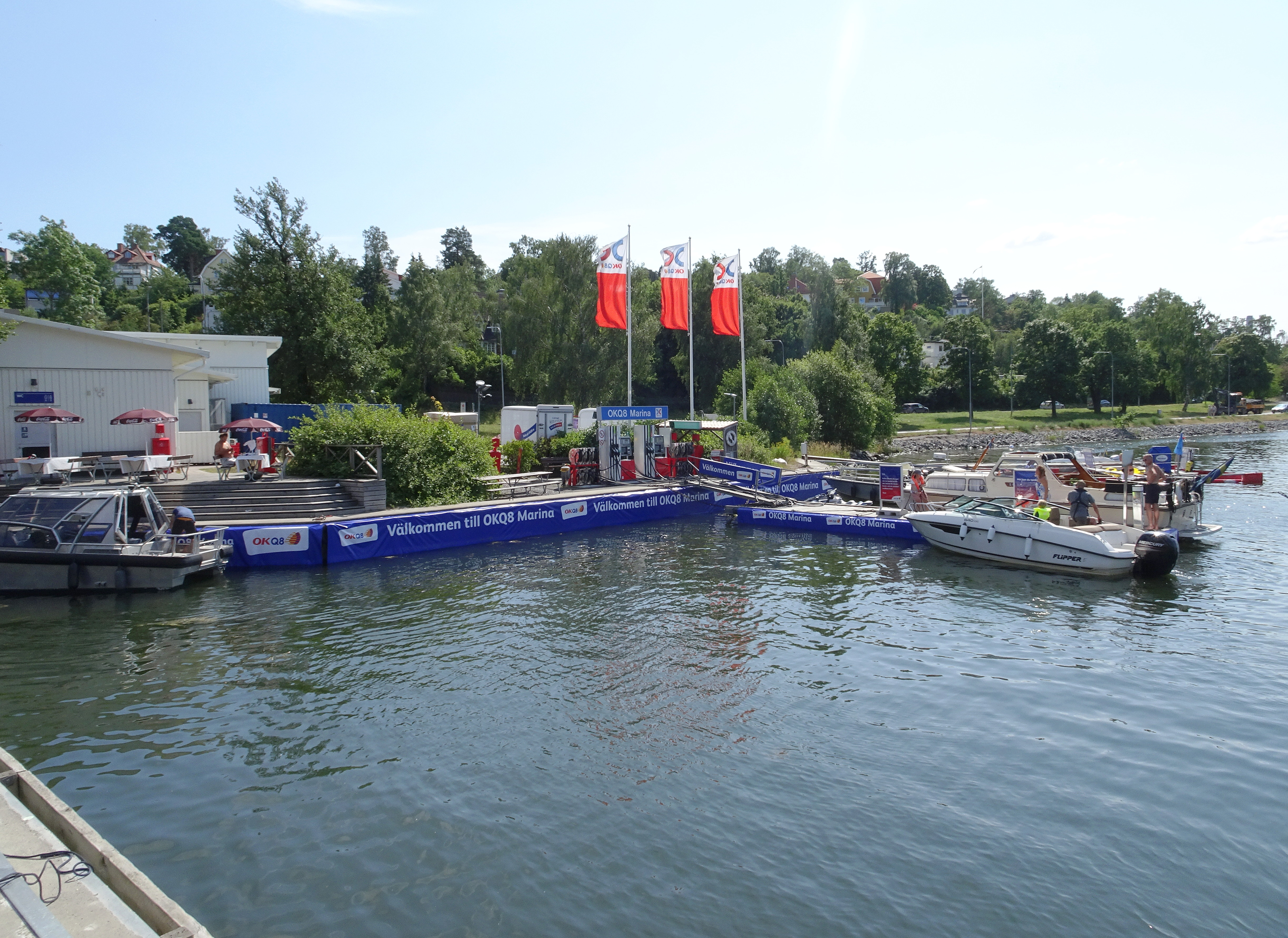
OK/Q8:s Marina.

Omgivningen
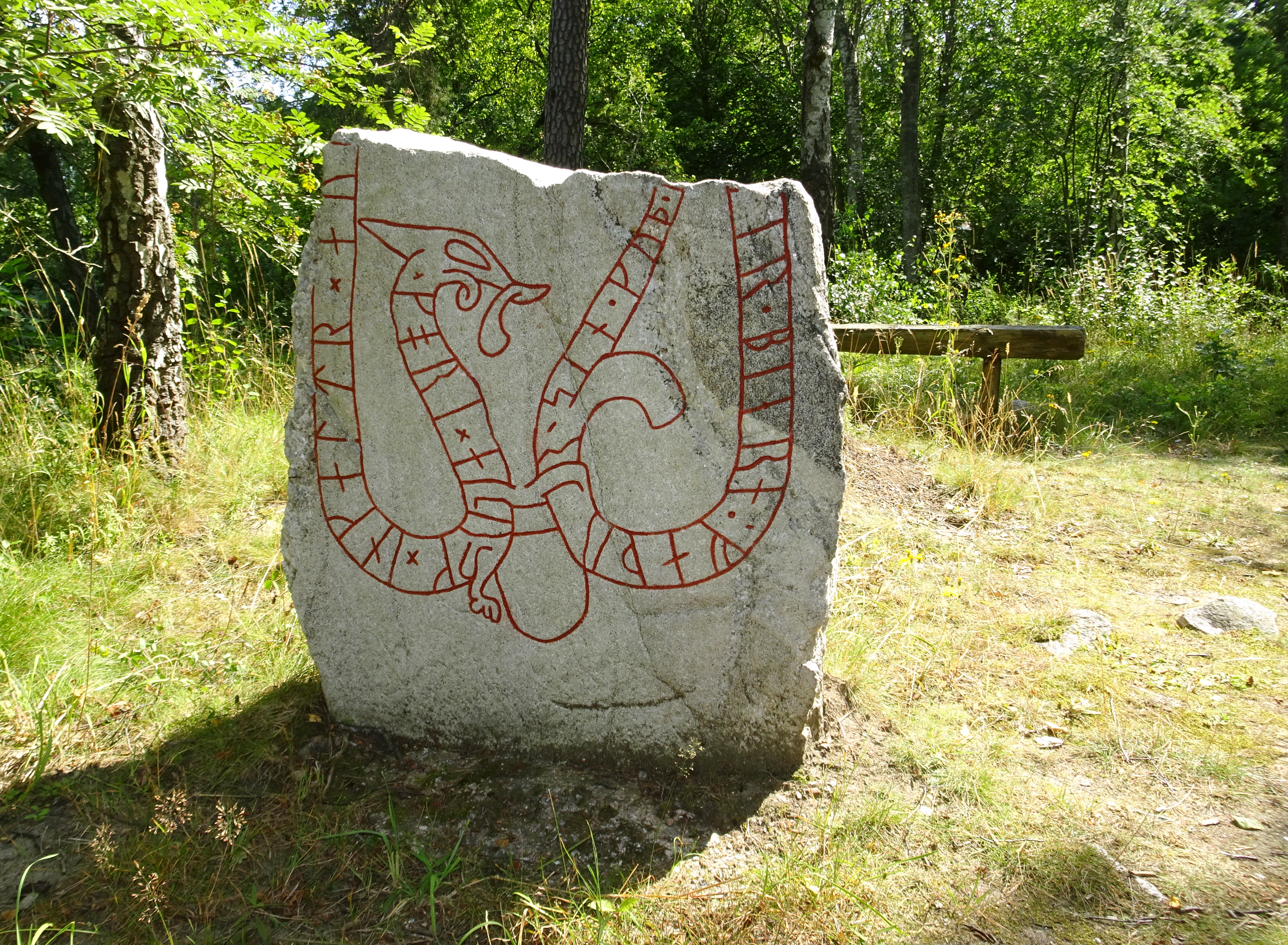
Upplands runinskrifter 172.
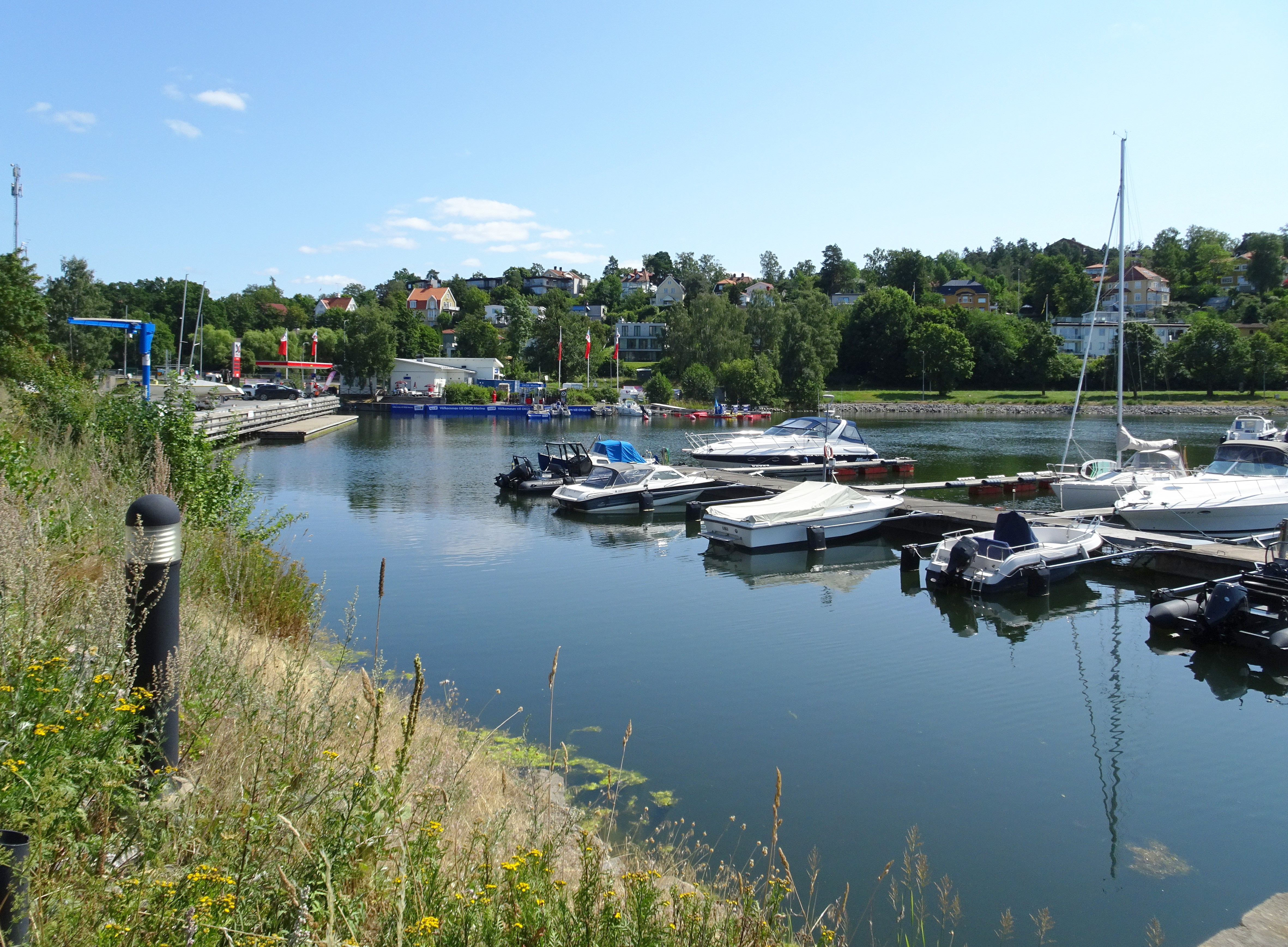
Islingeviken med södra Islinge i fonden.
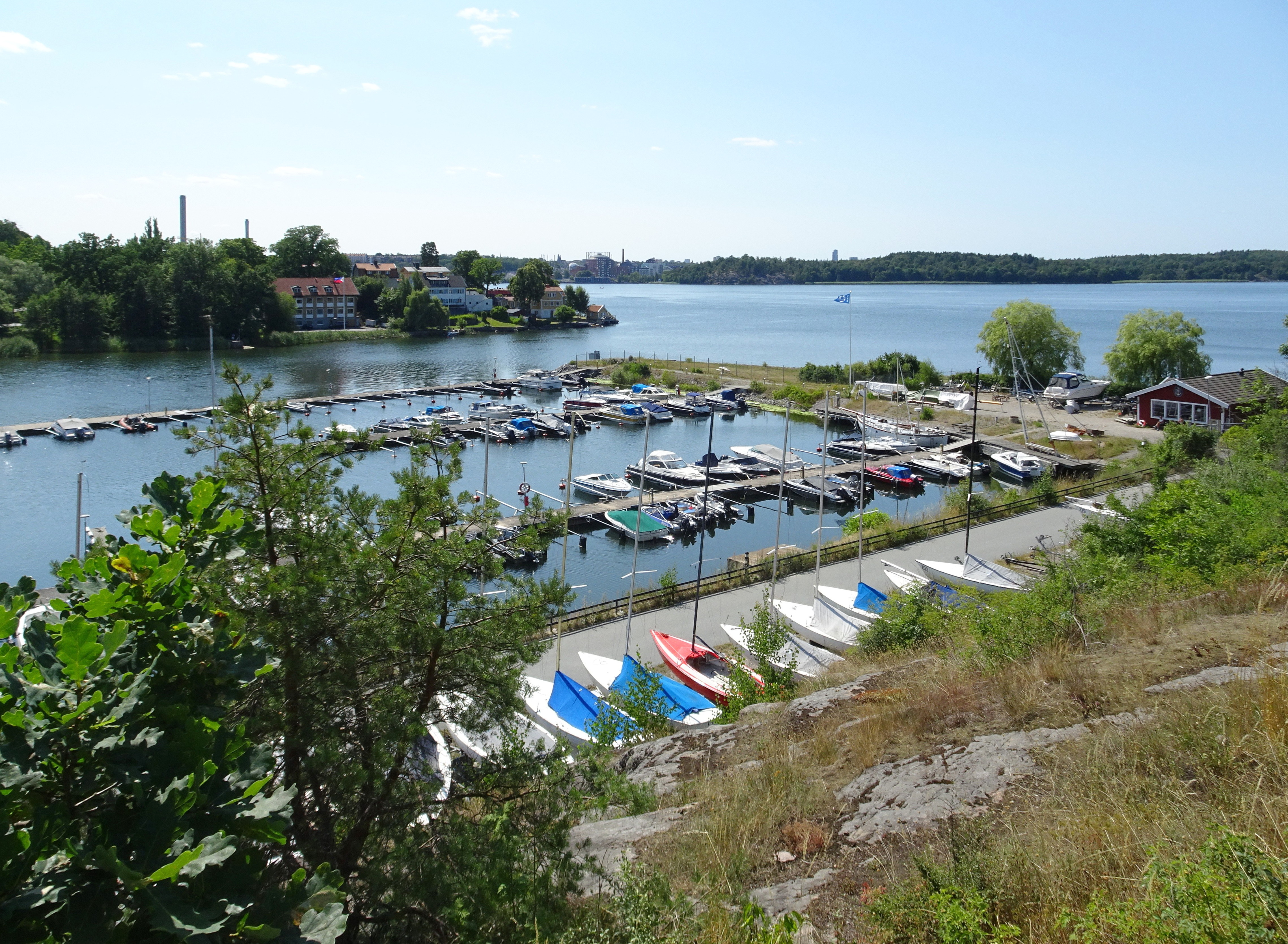
Vy över Islingeviken och Lilla Värtan.
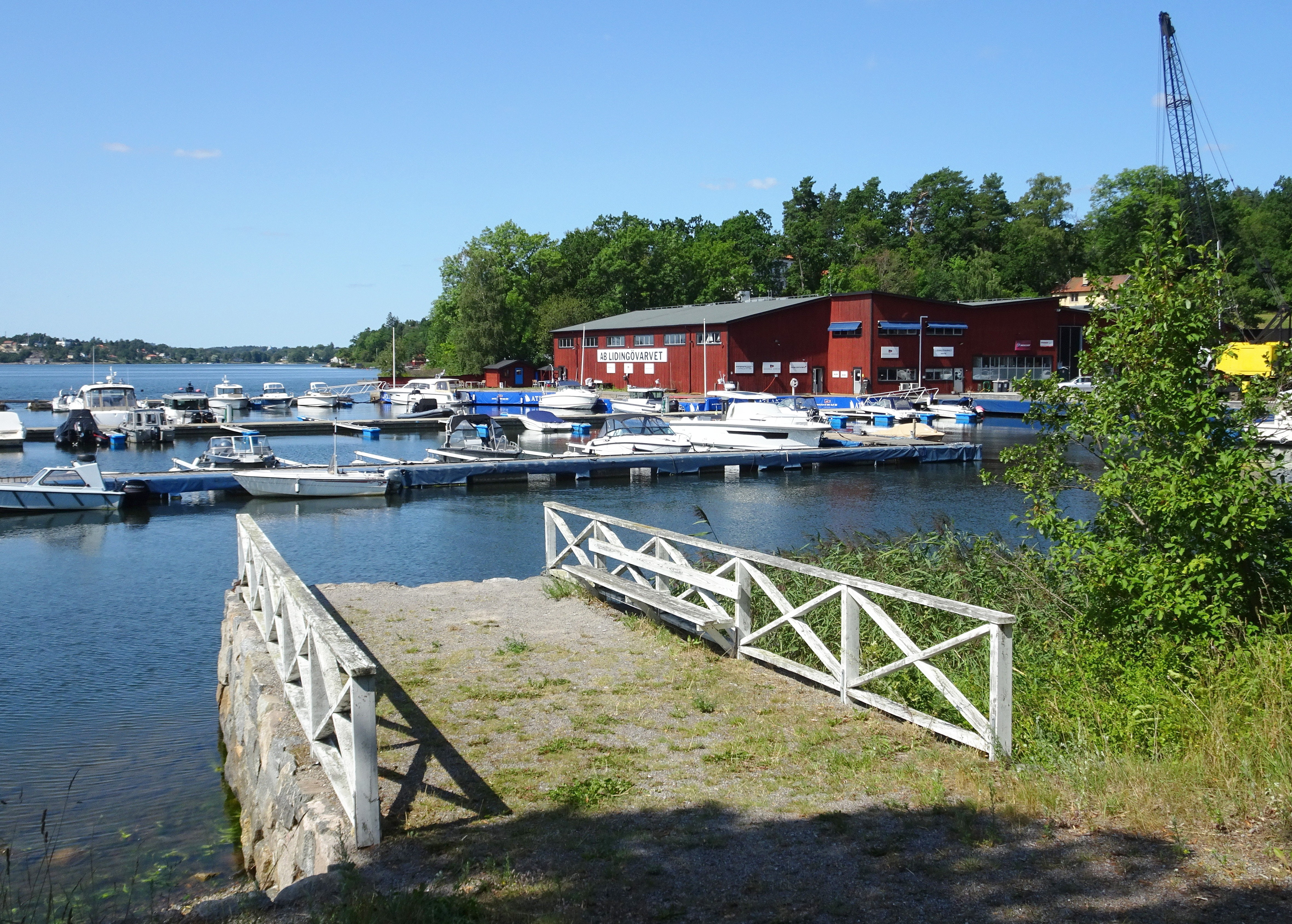
Constantias gamla brygga med Lidingövarvet i fonden.
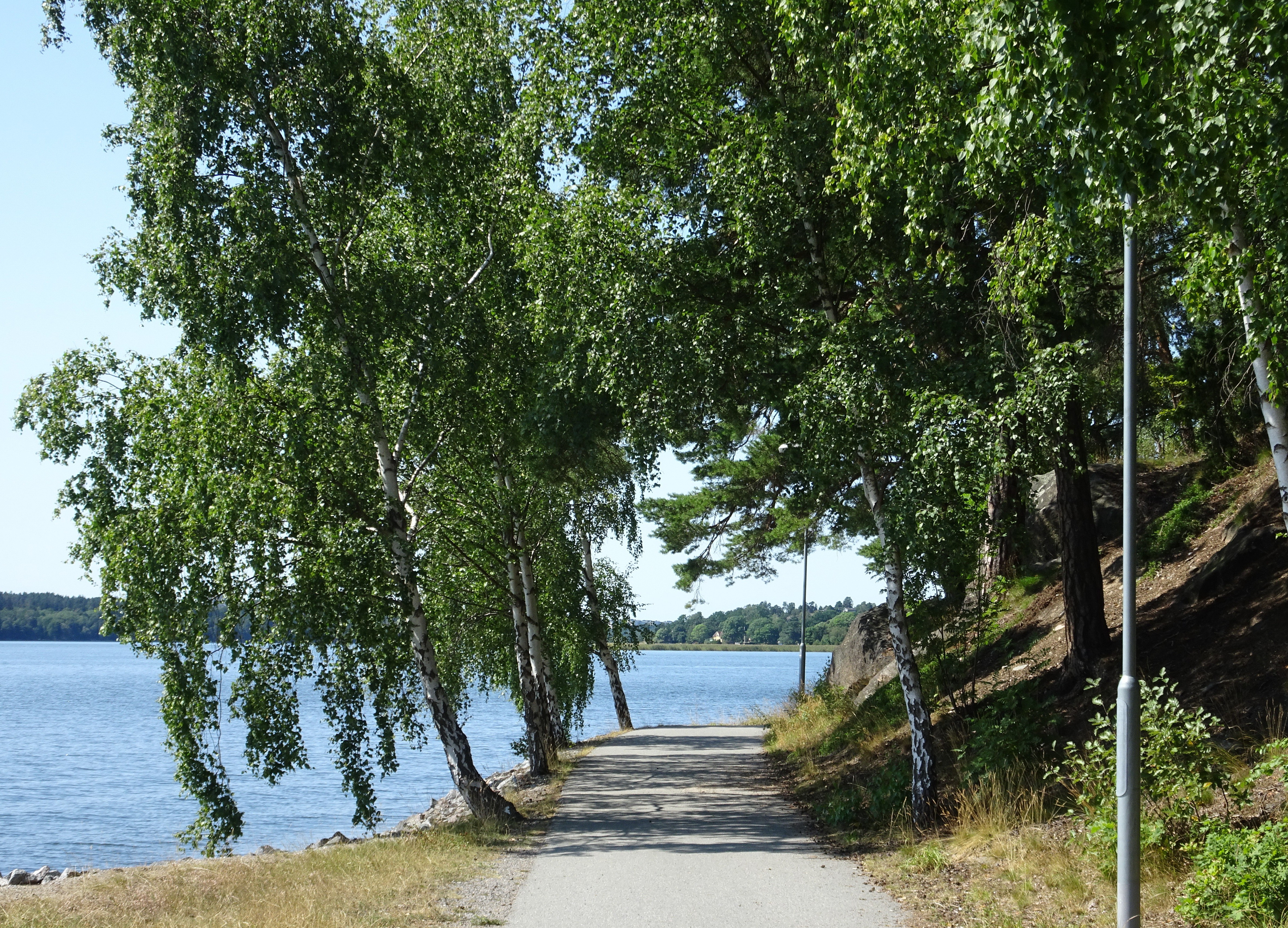
Strandpromenad vid Islingeviken.